# Carex confertospicata
Carex confertospicata är en halvgräsart som beskrevs av Johann Otto Boeckeler. Carex confertospicata ingår i släktet starrar, och familjen halvgräs. Inga underarter finns listade i Catalogue of Life.